# Karuste
Koordinaten: 57° 57′ N, 22° 1′ O
Karuste (deutsch Karruste) ist ein Dorf (estnisch küla) auf der größten estnischen Insel Saaremaa. Es gehört zur Landgemeinde Saaremaa (bis 2017: Landgemeinde Torgu) im Kreis Saare.
Der Ort an der südwestlichen Küste der Halbinsel Sõrve hat heute keine Einwohner mehr (Stand 31. Dezember 2011).